# Гагик II
Гагик II (арм. Գագիկ Բ, ок. 1024—1079/1080) — царь Армянского царства (1041—1045) из династии Багратуни.

## Биография
Сын Ашота IV Храброго. После смерти дяди, царя Ованеса-Смбата, византийские войска вторглись в Армению с целью захватить земли, завещанные Смбатом в 1023 году Византийской империи и осадили столицу Армении Ани. В битве у стен столицы армянское войско и население города под руководством спарапета Вахрама Пахлавуни разгромило византийскую армию. После одержанной победы молодой Гагик II был официально коронован. После еще трех неудачных попыток захватить Ани византийский император Константин IX Мономах под предлогом мирных переговоров пригласил Гагика II в Константинополь. Несмотря на уговоры советников не принимать предложение императора, Гагик, прислушавшись к мнению князя-предателя Веста Саркиса и католикоса Петроса I Гетадардза, в конечном итоге согласился поехать в Константинополь. После приезда царя в византийскую столицу император Константин Мономах потребовал у него отказаться от трона в пользу Византии. Гагик II отказался принять требования императора и долго сопротивлялся, за что был арестован, но когда к нему дошла весть, что Вест Саркис и католикос Петрос I отправили ключи от столицы императору, а армянский народ якобы решил отдать Ани византийцам, он отрёкся от своего трона. В 1045 году византийцы предприняли еще один поход на Армению и взяли Ани, ликвидировав Анийское царство. В качестве компенсации Гагику предоставили на правление фема Харсиан в центральной Анатолии.
Был убит византийцами (тремя сыновьями некоего Мандэла) в 1079 или 1080 году. Его приближенный и родственник князь Рубен в 1080 году восстановил независимое армянское государство в виде Киликийского армянского царства.
За убийство Гагика отомстил внук Рубена, Торосом, который захватил фамильную крепость рода Мандэла, казнил двоих братьев, а третьего взял в плен.